# Torneo di Wimbledon 1961
Il Torneo di Wimbledon 1961 è stata la 75ª edizione del Torneo di Wimbledon e terza prova stagionale dello Slam per il 1961.
Si è giocato sui campi in erba dell'All England Lawn Tennis and Croquet Club di Wimbledon a Londra, in Gran Bretagna.

## Campioni

### Senior

#### Singolare maschile
Rod Laver ha battuto in finale  Chuck McKinley con il punteggio di 6–3, 6–1, 6–4.

#### Singolare femminile
Angela Mortimer ha battuto in finale  Christine Truman con il punteggio di 4–6, 6–4, 7–5.

#### Doppio maschile
Roy Emerson /  Neale Fraser hanno battuto in finale  Bob Hewitt /  Fred Stolle con il punteggio di 6–4, 6–8, 6–4, 6–8, 8-6.

#### Doppio femminile
Karen Hantze Susman /  Billie Jean King hanno battuto in finale  Jan Lehane /  Margaret Smith Court con il punteggio di 6–3, 6–4.

#### Doppio misto
Lesley Turner /  Fred Stolle hanno battuto in finale  Edda Buding /  Robert Howe con il punteggio di 11–9, 6–2.

### Junior

#### Singolare ragazzi
Clark Graebner ha sconfitto in finale  Ernst Blanke con il punteggio di 6–3, 9–7.

#### Singolare ragazze
Galina Baksheeva ha sconfitto in finale  Katherine Chabot con il punteggio di 6–4, 8–6.